# حدائق الرئيس
حدائق الرئيس هي رواية للكاتب العراقي محسن الرملي. صدرت طبعتها العربية الأولى سنة 2012 عن دار ثقافة في أبو ظبي وبالاشتراك مع الدار العربية للعلوم-ناشرون، في بيروت وتضم 272 صفحة تحتوي على 28 فصلاً تحمل أرقاماً وعناوين، وفي 6 ديسمبر 2012 ترشحت ضمن القائمة الطويلة للجائزة العالمية للرواية العربية 2013 (البوكر).
يذكر أن محسن الرملي قد سبق له وأن أصدر روايتين هما الفتيت المبعثر وتمر الأصابع ونشرتا بالإنكليزية والإسبانية، ويحرص في أعماله على التنبيهه ورفض اعتبار الضحايا مجرد أرقام، كما يرد في الصحافة، وإنما «هم أناس لهم تاريخ وعوائل وأحلام وتفاصيل. كل شخص هو عالَم قائم بذاته.. ومن بين مهام الأدب تبيان ذلك».

## محتوى الرواية
رواية «حدائق الرئيس» هي عمل حافل بالأحداث والتواريخ والمواضيع والشخصيات التي من أبرزها شخصية عبد الله كافكا، طارق المُندهِش وإبراهيم قِسمة. ولِد الثلاثة في أشهُر مُتتالية، ومنذ حَبوهم ولعبهم عُراة في التراب قرب أمهاتهم المتجمعات بجوار التنانير أو أمام أبواب بيوتهن، في المساءات، لتبادل الثرثرة وأخبار الناس التي يُسمينها (عُلُوم)، صاروا أصدقاء لا يفترقون إلا للنوم. معاً أُصيبوا بمرض الحصبة ومعاً شُفوا منه، معاً تعلموا المشي والسباحة وصيد العصافير، تربية الحمام، سرقة البطيخ والرمان وألعاب الرماية والاختباء وكرة القدم.
تسرد هذه الرواية سيرتهم ومن خلالها جانباً من تاريخ العراق على مدى نصف قرن، وكيف انعكست أحداثه على حياة الناس البسطاء. الحروب، الحصار، الدكتاتورية، الأسر في إيران، غزو الكويت، المقابر الجماعية وفوضى الاحتلال التي يضيع فيها دم إبراهيم، كرمز للدم العراقي، بين فلول نظام سابق وأتباع نظام تلاه، فتُيسر لقارئها فهم تعقيد التاريخ العراقي الحديث بمآسيه المتلاحقة عبر قَص شيق في 28 فصلاً، من بين عناوينها: أبناء شَق الأرض، سَفر بقَدم واحدة، عَودة كافكا من الأَسر، شَوكة البحر، سِر الفضيحة التي لم تُفضَح، طفولة في صندوق عسكري، الرئيس يقتل الموسيقي، جثث ودفاتر، عرس نَسمة، آكلو الورد، لقاءات الأحياء والأموات وزواج مُكرّر.
محسن الرملي، وبعد نجاح روايتيه «الفتيت المبعثر» و«تمر الأصابع» ونشرهما بالإنكليزية والإسبانية، قد وعد قُرّاءه بهذا العمل «حدائق الرئيس» في لقاءات صحفية وبرامج تلفزيونية منها تحقيق أعدته عنه القناة الرسمية الأسبانية، مكرراً تنبيهه ورفضه لاعتبار الضحايا مجرد أرقام، كما تَذكُر الصحافة، وإنما «هم أناس لهم تاريخ وعوائل وأحلام وتفاصيل. كل شخص هو عالَم قائم بذاته.. ومن بين مهام الأدب تبيان ذلك».

## مما قيل عن هذه الرواية
- الدكتور صلاح فضل (مصر): «لقد أدهشتني رواية جديدة بعنوان «حدائق الرئيس» للكاتب المتميز محسن الرملي. لم أكن أتصور أن بوسعه من مهاجره البعيدة أن يكثف رؤيته للواقع العراقي خلال العقود الماضية بمثل هذه التقنيات السردية المتقنة، والكفاءة الشعرية التي تقدم نصاً إبداعياً من الطراز الأول.».[2]
- الدكتور العادل خضر (تونس): "إنّ رواية العراقي محسن الرّملي قد اتّخذت الشكل التراجيدي لكتابة تاريخ العراق السياسي طوال نصف قرن. ويتتبع الرملي في "حدائق الرئيس" "سيرة ثلاث شخصيات متلازمة، وذلك على مدى 28 فصلا يتقاطع فيها العائلي والسياسي على نحو عنيف لم يكن من الممكن ترويضه إلاّ بفن القص. هي شكل سياسيّ للتّراجيديا العربيّة".[3]
- الدكتور طلعت شاهين (مصر): "حدائق الرئيس” للكاتب محسن الرملي، هي انعكاس لنصف قرن من حياة وطنه العراق، حروب متواصلة، أناس يذهبون إلى المذبح دون أن يعرفوا لماذا، أسرى ومفقودون وقتلى، ولا أحد يفهم ما يحدث له، وكل فرد يجد نفسه في موقف ذاتي يبعده عن الانتماء إلى الآخرين حتى في لحظات التضامن. ونهاية الرواية المفتوحة بتفرق امتدادات تلك الشخصيات في مواقفها تعبيرا عن ما يشهده العراق الآن من تفرق وتحزب، لأن الرواية اتخذت الشكل الدائري، تبدأ وتنتهي بالمقطع نفسه، لأنها ترى أن الحياة ليست سوى دوائر تتداخل مع بعضها لتشكل في النهاية الدائرة الكبرى".
- الكاتب علاء يوسف (العراق): «يدين الروائي محسن الرملي ما جرى في العراق، فالقتل والاختطاف والتهجير هي عناوين تصدرت كل شيء في عراق ما بعد الغزو الأميركي، ويجد أن على الكاتب أن يوثق جوانب المأساة اليومية، التي عصفت بهذا البلد وما زالت تتململ هنا وهناك، وقد تتفجر مرة أخرى، منطلقا من المسؤولية الملقاة على الكاتب والأديب إزاء أهله وبلده، لتحصين البعض من الانجرار وراء الفتنة. وعلى مدى 28 فصلا يوغل الكاتب عميقا في البيئة العراقية، ويقترب من أجواء القرية بكثير من التفاصيل الدقيقة، مثلما تجده ملمّا بحياة البداوة، وفي المدينة يعيش تفاصيل أهلها وحياتهم اليومية أيضاً».
- الكاتب محمد عبد الكافي (تونس): «إنّ الكاتب المجرّب محسن الرّملي، يقدّم لنا عراقه الذّبيح، بصدق وأمانة ودقيق وصف، فيجعلنا نعيش عن قرب أحلامه وآماله، عثراته وأحزانه، آلامه واحتضاره، بعد إطلاعنا على الكثير من عادات أهله، وسلوكهم، تعايشهم، حبهم، كراهيتهم، صدقهم، كذبهم، فنتعرّف على شعب يعبر فترة حرجة صعبة من حياته، لكنه يحتفظ بإنسانيته، إنسانية بشرية بما فيها من خصال وعيوب، وطموحات وخيبات، ونجاح وفشل، فنلمس الواقع في تلك الديار حتى وكأننا في ربوعها. إن هذه الرواية هي صوت نفس تدعو للتسامح أو صرخة روح تبحث عن السلام الذي افتقدناه في أقطارنا العربيّة، وهو ما يحتاجه العراق الضحية».[4]
- الشاعر أحمد يماني (مصر): «أنها خطوة مهمة في تعامل الرواية العربية مع طغاة حديثين وليس فقط التسربل بالماضي كما نرى في روايات مهمة في سياق الرواية العربية. لا تسعى رواية» حدائق الرئيس«إلى مقاربة موضوع الحرب في ذاته ولا البحث في أسبابها لكننا نجد أنفسنا كل مرة أمام حرب جديدة، كأنها قدر يهبط فجأة من دون داع لفهم أسبابه. لا تحاول الرواية التركيز على حرب بعينها بل تتعامل مع مختلف حروب العراق بالمنطق نفسه تقريبا: يصحو الناس على الحرب وتبدأ دورة جديدة من التشرد والقسوة والعنف. تبدو الحرب إذاً كمبرر آخر للقسوة والفظاظة والعنف، كما يمكننا أن نرى في مناطق أخرى في الرواية القسوة نفسها بعيدا من الحرب. كأن الكاتب يسعى إلى تأكيد نوع من الخراب يشمل الكائن البشري أيا يكن الظرف الذي يحيط به».
- الدكتور محمد المسعودي (المغرب): «تمتعت بقراءتها مخطوطة، مفعمة بسخريتها وتراجيديتها وبعمق معالجتها للحال العراقي. إنها رواية فاتنة وعميقة عن العراق بأحزانه وأفراحه. إنها بحق ملحمة مكثفة عن عراق قلق دام ومتوتر».
- الناقد كفاح الآلوسي (العراق): «من يقرأ هذه الرواية، التي يفصح عنها عنوانها، سينسى نهائياً فكرة الانتحار، كونها بقدر ما ترضي غرورنا بتمجيد الألم، كنوع من الماسوشية لتطهير ذوات ابطالها وتجد عذراً لنكافئهم، فأنها في الوقت نفسه تندفع قدما وتراهن على تلمس خيط الأمل المتبقي فيهم، وهم يمنحوننا فرصاً جديدةً لا لنعيش الحياة فحسب بل لنغيرها... وبعناد».
- الكاتب عبد الله توتي (المغرب): «عالم في حالة سؤال مستمر ودائم هو ما يطرحه الروائي العراقي محسن الرملي في روايته حدائق الرئيس، سائرا على نهج عمالقة المذهب الوجودي العبثي من البير كامو وجون بول سارتر وارنيستو ساباتو وغيرهم، منطلقا من عراق مظلم في اتجاه عالم أكثر ظلمة».
- أكدت الكاتبة والروائية ميرال الطحاوي (مصر): أن من أفضل الكتب التي قرأتها خلال عام 2012، كتاب "أرض السودان" لأمير تاج السر، و"حدائق الرئيس" لمحسن الرملي، منوهة إلى أن كلاهما أعجباها بشدة. ".[5]
- وتوقف إبراهيم عيسى (مصر) عند روايتي "حدائق الرئيس" للروائي العراقي محسن الرملي، و"ساق البامبو" للروائي الكويتي سعود السنعوسي، معلقاً أنهم "كانوا منافسين أقوياء جداً"وشغلت رواياتهم عوالم ومنطقة ذكية جديدة وبكر، وشت بأن الرواية الآنية باتت متصلة بالواقع ومشبوكة بالحياة العربية، وهو ما أسفرت عنه، بحسبه، السنوات الأخيرة من تراجعٍ للروايات الذاتية التي تصدرت المشهد لأجيال".[6]